# Camptoscaphiella sinensis
Camptoscaphiella sinensis is een spinnensoort in de taxonomische indeling van de Dwergcelspinnen (Oonopidae).
Het dier behoort tot het geslacht Camptoscaphiella. De wetenschappelijke naam van de soort werd voor het eerst geldig gepubliceerd in 1995 door Christa Deeleman-Reinhold.